# Корда, Золтан
Золтан Корда (наст. имя Zoltán Kellner; 3 июня 1895 — 13 октября 1961) — британский режиссёр, сценарист и продюсер венгерского происхождения. Младший брат Александра (Шандора) и Винсента Корда.
Бывший офицер конницы, Корда поставил много военных приключеских фильмов, некоторые из которых были сняты в Африке или Индии.

## Биография
Золтан Корда родился в Австро-Венгрии в одном из еврейских местечек. Во время Первой мировой войны служил в кавалерии. 
Первоначально Золтан Корда совмещал работу сценариста и оператора. В 1918 и 1920 в Венгрии он создал две немые коротких ленты и в 1927 в Германии — полнометражный немой фильм. Работал со своим братом Александром (Шандором) сперва на родине, а потом в Великобритании, куда в 1932 г. поехал стажироваться у брата, который открыл там собственную кинокомпанию.
В Лондоне он дебютировал со звуковым фильмом-драмой «Люди завтрашнего дня» (1932), однако по-настоящему обратил на себя внимание после выхода фильма «Сандерс с реки» (1935), в которым снялись Лесли Бэнкс и Поль Робсон (в главной роли).
Фильм был отобран для участия в конкурсной программе на первом Венецианском кинофестивале. Корда и Роберт Флаэрти разделели в Венеции фестивальную премию за лучшую режиссуру в 1937 году.
Вершиной творчества Корды считается фильм «Четыре пера», восхваляющий колониальные войны Британской империи и снятый преимущественно в Судане. Лента была отобрана в конкурс Каннского кинофестиваля; в 2002 г. вышел её ремейк.
В 1940 году, когда производство британских фильмов было закрыто из-за войны, Золтан Корда присоединился к брату Александру в Голливуде. На съёмках «Багдадского вора» он выступал в качестве исполнительного продюсера.
В эти годы Корда обосновался на юге Калифорнии. Там он снял ещё семь фильмов, включая военную драму «Сахара» (1943), для которой он написал сценарий и в которой главную роль играл Хамфри Богарт, и «Месть женщины» (1947) с Шарлем Буайе и Джессикой Тэнди.
С 1930 года Корда был женат на актрисе Джоан Гарднер, у них был сын Дэвид. Красочная история всей семьи описана в книге «Заколдованные жизни» племянника Золтана, Майкла Корды.
Раннее заболевание туберкулёзом ослабило здоровье режиссёра. В 1955 году он объявил, что уходит из кино. Корда умер в 1961 в Голливуде после долгой продолжительной болезни и был похоронен на голливудском кладбище «Hollywood Forever».

## Фильмография
- Наличность (Cash), 1933
- Сандерс с реки (Sanders of the River), 1935
- Маленький погонщик слонов (Elephant Boy), 1936
- Барабан (The Drum), 1938
- Четыре пера (1939)
- Книга джунглей (The Jungle Book), 1942
- Сахара (1943)
- Контратака (Counter-Attack), 1945
- Дело Макомбера (The Macomber Affair), 1947
- Женская месть (A Woman's Vengeance), 1948
- Плачь, любимая страна (Cry, the Beloved Country), 1952
- Буря над Нилом (Storm over Nile), 1955